# Pascale Arbillot
Pascale Arbillot (17 de abril de 1970) es una actriz francesa de cine, teatro y televisión, con una carrera que inició a comienzos de la década de 1990.

## Filmografía

### Cine y televisión
| Año       | Título                              | Papel                    | Director                                        | Notas       |
| --------- | ----------------------------------- | ------------------------ | ----------------------------------------------- | ----------- |
| 1993      | Le miel et les abeilles             |                          | Christophe Gregeois                             |             |
| 1994      | L'affaire                           |                          | Sergio Gobbi                                    |             |
| 1994      | Le cri coupé                        | Thérèse Troppmann        | Miguel Courtois                                 | Telefilme   |
| 1994      | La rêverie ou le mariage de Sylvia  | Emilie                   | Jean-Luc Trotignon                              | Telefilme   |
| 1995      | Lettre ouverte à Lili               |                          | Jean-Luc Trotignon                              | Telefilme   |
| 1995      | Nestor Burma                        | Lorraine                 | Daniel Losset                                   | Serie de TV |
| 1995      | Julie Lescaut                       | Martine                  | Élisabeth Rappeneau & Marion Sarraut            | Serie de TV |
| 1995-97   | Les Cordier, juge et flic           | Hannah / Sonia           | Jacques Cortal & Marion Sarraut                 | Serie de TV |
| 1996      | L'homme idéal                       |                          | François Ozon                                   | Corto       |
| 1997      | Mon jour de chance                  |                          | Pascale Pouzadoux                               | Corto       |
| 1997      | Les voisins                         | Madame Mercier           | Artus de Penguern                               | Corto       |
| 1997      | Rien que des grandes personnes      |                          | Jean-Marc Brondolo                              | Corto       |
| 1997      | Féminin masculine                   | Delphine                 | Michaëla Watteaux                               | Telefilme   |
| 1997      | Salut l'angoisse                    | Laura                    | Maurice Frydland                                | Telefilme   |
| 1997      | Bonne fête papa                     | Lucy                     | Didier Fontan                                   | Telefilme   |
| 1997      | Navarro                             | Anne-Lise Bellec         | José Pinheiro                                   | Serie de TV |
| 1998      | Double jeu                          | Rosa                     | Emmanuel Oberg                                  | Corto       |
| 1998      | La polyclinique de l'amour          | Priscilla                | Artus de Penguern                               | Corto       |
| 1998      | Une grosse bouchée d'amour          | Agnès                    | Michaëla Watteaux                               | Telefilme   |
| 1998      | Vertiges                            | Jeanne                   | Eric Woreth                                     | Serie de TV |
| 1998-2003 | Crimes en série                     | Maud Berthier            | Patrick Dewolf, Pascal Légitimus, ...           | Serie de TV |
| 1999      | One 4 All                           |                          | Claude Lelouch                                  |             |
| 1999      | Le sourire du clown                 | Hélène                   | Éric Besnard                                    |             |
| 1999      | Si les poules avaient des dents     |                          | Pierre Dugowson                                 | Corto       |
| 1999      | Quand fond la neige où va le blanc? |                          | Jean-Michel Aubret                              | Corto       |
| 2000      | L'extraterrestre                    | Agathe                   | Didier Bourdon                                  |             |
| 2001      | Gregoire Moulin vs. Humanity        | Odile Bonheur            | Artus de Penguern                               |             |
| 2001      | La tortue                           | Valérie Gaspari          | Dominique Baron                                 | Telefilme   |
| 2001      | Les ex font la loi                  | Clémence                 | Philippe Triboit                                | Telefilme   |
| 2001      | Juliette: Service(s) compris        | Mathilde                 | Jérôme Foulon                                   | Telefilme   |
| 2001      | Docteur Sylvestre                   | Charlotte                | Marion Sarraut                                  | Serie de TV |
| 2002      | Plus haut                           | Claire                   | Nicolas Brevière                                |             |
| 2002      | Le grand soir                       | Hélène Raymond           | Stéphane Brisset                                | Corto       |
| 2002      | Vu à la télé                        | Cécile                   | Daniel Losset                                   | Telefilme   |
| 2003      | Toutes les filles sont folles       |                          | Pascale Pouzadoux                               |             |
| 2003      | Changer tout                        | Florence                 | Élisabeth Rappeneau                             | Telefilme   |
| 2003      | Une amie en or                      | Julie Ferenzi            | Eric Woreth                                     | Telefilme   |
| 2003      | Mon voisin du dessus                | Odile                    | Laurence Katrian                                | Telefilme   |
| 2003      | La maîtresse du corroyeur           | Simone Porquel           | Claude Grinberg                                 | Telefilme   |
| 2003      | Mata Hari, la vraie histoire        | France Bouchardon        | Alain Tasma                                     | Telefilme   |
| 2004      | Clara et moi                        | Isabelle                 | Arnaud Viard                                    |             |
| 2004      | (Mon) Jour de chance                |                          | Nicolas Brevière                                | Corto       |
| 2004      | Les robinsonnes                     | Nadia                    | Laurent Dussaux                                 | Telefilme   |
| 2004      | Caution personnelle                 | Solange                  | Serge Meynard                                   | Telefilme   |
| 2004      | La tresse d'Aminata                 | Gaëlle                   | Dominique Baron                                 | Telefilme   |
| 2004      | Maigret                             | Gisèle Marton            | Pierre Joassin                                  | Serie de TV |
| 2004      | La crim'                            | Mélanie                  | Dominique Guillo                                | Serie de TV |
| 2005      | Edy                                 | Catherine                | Stéphan Guérin-Tillié                           |             |
| 2005      | Espace détente                      | Véro Convenant           | Yvan Le Bolloc'h & Bruno Solo                   |             |
| 2005      | Les couilles de mon chat            | Marie                    | Didier Bénureau                                 | Corto       |
| 2005-08   | Merci, les enfants vont bien !      | Isabelle                 | Stéphane Clavier                                | Serie de TV |
| 2006      | Hell                                |                          | Bruno Chiche                                    |             |
| 2006      | Un printemps à Paris                | Louise                   | Jacques Bral                                    |             |
| 2006      | Une histoire de pieds               | Judith                   | Stéphane & David Foenkinos                      | Corto       |
| 2006      | Mer belle à agitée                  | Sabine Bertignac         | Pascal Chaumeil                                 | Telefilme   |
| 2007      | Cut !                               |                          | Alain Riou                                      | Corto       |
| 2008      | Notre univers impitoyable           | Juliette                 | Léa Fazer                                       |             |
| 2008      | Let's Talk About the Rain           | Florence                 | Agnès Jaoui                                     |             |
| 2009      | Coco                                | Agathe                   | Gad Elmaleh                                     |             |
| 2009      | Divorces !                          | Valentine                | Valérie Guignabodet                             |             |
| 2010      | Little White Lies                   | Isabelle Ribaud          | Guillaume Canet                                 |             |
| 2010      | Small World                         |                          | Bruno Chiche                                    |             |
| 2010      | Les meilleurs amis du monde         | Lucie                    | Julien Rambaldi                                 |             |
| 2010      | Un soupçon d'innocence              | Marie                    | Olivier Péray                                   | Telefilme   |
| 2011      | The Art of Love                     | Zoé                      | Emmanuel Mouret                                 |             |
| 2011      | All Our Desires                     | Marthe                   | Philippe Lioret                                 |             |
| 2011      | Une pure affaire                    | Christine Pelame         | Alexandre Coffre                                |             |
| 2012      | Bankable                            | Barbara Deville          | Mona Achache                                    |             |
| 2012      | Les pirogues des hautes terres      | Yvonne Hauterive         | Olivier Langlois                                | Telefilme   |
| 2013      | Des frères et des soeurs            | Adèle                    | Anne Giafferi                                   | Telefilme   |
| 2014      | Gemma Bovery                        |                          | Anne Fontaine                                   |             |
| 2014      | Papa Was Not a Rolling Stone        |                          | Sylvie Ohayon                                   |             |
| 2014      | Palais de justesse                  |                          | Stéphane De Groodt                              | Corto       |
| 2014      | La vie à l'envers                   | Odile                    | Anne Giafferi                                   | Telefilme   |
| 2014      | Resistance                          | Victoria                 | Miguel Courtois & David Delrieux                | Serie de TV |
| 2015      | Pension complète                    | Charlotte                | Florent Emilio Siri                             |             |
| 2015      | Stunned                             | Madame Coppi             | Gérard Pautonnier                               | Corto       |
| 2015      | Marjorie                            | Louise                   | Mona Achache                                    | Serie de TV |
| 2016      | La folle histoire de Max et Léon    |                          | Jonathan Barré                                  |             |
| 2016      | Juillet août                        | Anne Bruant              | Diastème                                        |             |
| 2016      | Accusé                              | Danielle                 | Mona Achache                                    | Serie de TV |
| 2017      | I Got Life!                         | Mano                     | Blandine Lenoir                                 |             |
| 2017      | Maryline                            | Betty Brant              | Guillaume Gallienne                             |             |
| 2017      | Momo                                | Sarah                    | Vincent Lobelle & Sébastien Thiery              |             |
| 2017      | Heurts                              | Lisa                     | Sophie Guillemin                                | Corto       |
| 2017      | Le ticket                           | Agnès                    | Ali Marhyar                                     | Corto       |
| 2017      | Jusqu'à écoulement des stocks       |                          | Pierre Dugowson                                 | Corto       |
| 2018      | Guy                                 | Sophie Ravel             | Alex Lutz                                       |             |
| 2018      | La Fête des mères                   | Isabelle                 | Marie-Castille Mention-Schaar                   |             |
| 2018      | Pauvre Georges !                    | Lila Maurin              | Claire Devers                                   |             |
| 2018      | Genius                              | Emilie-Marguerite Walter | Mathias Herndl                                  | Serie de TV |
| 2019      | Nous finirons ensemble              | Isabelle                 | Guillaume Canet                                 |             |
| 2019      | Miss                                | Amanda                   | Ruben Alves                                     |             |
| 2019      | Mon chien stupide                   |                          | Yvan Attal                                      |             |
| 2019      | Le meilleur reste à venir           |                          | Alexandre de La Patellière & Matthieu Delaporte |             |
| 2020      | Mon Cousin                          |                          | Jan Kounen                                      |             |

## Teatro
| Año     | Título                         | Autor               | Director         |
| ------- | ------------------------------ | ------------------- | ---------------- |
| 1993    | La Mamma                       | Jacqueline Bœuf     | Jacqueline Bœuf  |
| 1993    | La Paire de gifle              | Yves Lecat          | Yves Lecat       |
| 1994    | La Nuit du crime               | Steve Pasteur       | Robert Hossein   |
| 2000    | Leçon de nuit                  | Vivant Denon        | Christophe Lidon |
| 2003    | Hedda Gabler                   | Henrik Ibsen        | Roman Polanski   |
| 2004    | Le Prince travesti             | Pierre de Marivaux  | Nicolas Briançon |
| 2006    | Adultères                      | Woody Allen         | Benoît Lavigne   |
| 2011    | L’Amour, la mort, les fringues | Nora & Delia Ephron | Danièle Thompson |
| 2011-13 | Quadrille                      | Sacha Guitry        | Bernard Murat    |
| 2014    | Chambre froide                 | Michele Lowe        | Sally Micaleff   |
| 2014    | Un temps de chien              | Brigitte Buc        | Jean Bouchaud    |
| 2015-16 | Un amour qui ne finit pas      | André Roussin       | Michel Fau       |